# Allium gabardaghense
Allium gabardaghense — вид трав'янистих рослин родини амарилісові (Amaryllidaceae), ендемік Туреччини.

## Поширення
Ендемік Туреччини.
Знайдений у провінції Ширнак (пд.-сх. Туреччина).